# Agapetes neocaledonica
Agapetes neocaledonica là một loài thực vật có hoa trong họ Thạch nam. Loài này được Guillaumin mô tả khoa học đầu tiên năm 1959.